# Senecio duriaei
Senecio duriaei là một loài thực vật có hoa trong họ Cúc. Loài này được J.Gay miêu tả khoa học đầu tiên năm 1836.